# فيكتوريا أندرييفا
فيكتوريا أندرييفا (مواليد 21 يونيو 1992) هي لاعبة سباحة روسية في دورة الألعاب الأولمبية الصيفية 2012 ، تنافست مع المنتخب الوطني في سباق سباحة 4 × 100 متر تتابع حر، حيث احتلت المركز العاشر في التصفيات وفشلت في الوصول إلى النهائي.